# Центральний банк Есватіні
Центральний банк Есватіні (Umntsholi Wemaswati, Central bank of Eswatini) — центральний банк Королівства Есватіні.

## Історія
22 березня 1974 року засновано Управління грошового обігу Есватіні (Monetary Authority of Swaziland). 6 вересня 1974 року Управління розпочало випуск національної валюти.
18 липня 1979 року Управління грошового обігу реорганізовано в Центральний банк Есватіні.
У 2018 році, після зміни назви країни, назву банку англійською мовою змінено на Central bank of Eswatini (Центральний банк Есватіні}, назва мовою сваті не змінилася.

## Список уповноважених банків Есватіні
- Swazi Bank
- Standard Bank Swaziland
- First National Bank Swaziland
- Nedbank Swaziland
- Swaziland Building Society